# Алакуйлак
Алакуйлак (узб. Alaqoʻyliq / Алақўйлиқ) — посёлок городского типа, расположенный на территории Китабского района Кашкадарьинской области Республики Узбекистан.

Статус посёлка городского типа с 2009 года.